# Taxthó
Taxthó är en ort i Mexiko.   Den ligger i kommunen Ixmiquilpan och delstaten Hidalgo, i den sydöstra delen av landet, 130 km norr om huvudstaden Mexico City. Taxthó ligger 2 125 meter över havet och antalet invånare är 186.
Terrängen runt Taxthó är lite bergig, och sluttar söderut. Runt Taxthó är det ganska tätbefolkat, med 155 invånare per kvadratkilometer. Närmaste större samhälle är Ixmiquilpan, 15,4 km söder om Taxthó. Trakten runt Taxthó består i huvudsak av gräsmarker.